# Saison 2020-2021 des Blues de Saint-Louis
Autres saisons
Saison précédente Saison suivante
La saison 2020-2021 des Blues de Saint-Louis est la 45e saison de hockey sur glace jouée par la franchise dans la Ligue nationale de hockey. Cette saison est particulière, à cause de la pandémie de la Covid-19, débute en janvier et se dispute sur un calendrier condensé de 56 matchs.

## Avant-saison

### Contexte
Après avoir remporté la Coupe Stanley en 2018-2019, les Blues sont parvenus à ne pas perdre trop de joueurs de leur noyaux la saison passée. Pour cette nouvelle saison par contre, ils n’ont pas réussi à prolonger leur capitaine, Alexander Pietrangelo, partis chez les Golden Knights de Vegas. Pour le remplacer, ils ont engagé Torey Krug. Comptant toujours sur des valeurs sûre comme Jordan Binnington, Justin Faulk, David Perron,  Ryan O'Reilly, Brayden Schenn et Vladimir Tarassenko, les Blues font toujours partie des favoris aux grands honneurs.

### Mouvements d’effectifs

#### Transactions
| Date             | Acquisition des Blues                                                        | Partenaire d'échange  | Acquisition du partenaire                                    |
| ---------------- | ---------------------------------------------------------------------------- | --------------------- | ------------------------------------------------------------ |
| 2 septembre 2020 | un choix de troisième tour et un choix de septième tour au repêchage de 2020 | Canadiens de Montréal | Jake Allen et un choix de septième tour au repêchage de 2022 |

#### Signatures d'agent libre
| Joueur           | Date            | Ancienne franchise         | Durée du contrat |
| ---------------- | --------------- | -------------------------- | ---------------- |
| Nolan Stevens    | 4 octobre 2020  | Rampage de San Antonio     | 1 an             |
| Jonathan Gillies | 9 octobre 2020  | Flames de Calgary          | 1 an             |
| Torey Krug       | 10 octobre 2020 | Bruins de Boston           | 7 ans            |
| Steven Santini   | 10 octobre 2020 | Predators de Nashville     | 1 an             |
| Curtis McKenzie  | 10 octobre 2020 | Golden Knights de Vegas    | 1 an             |
| Sam Anas         | 10 octobre 2020 | Wild du Minnesota          | 2 ans            |
| Kyle Clifford    | 11 octobre 2020 | Maple Leafs de Toronto     | 2 ans            |
| Jake Neighbours  | 17 octobre 2020 | Oil Kings d'Edmonton       | 3 ans            |
| Michael Hoffman  | 11 janvier 2021 | Panthers de la Floride     | 1 an             |
| Colten Ellis     | 1er mars 2021   | Islanders de Charlottetown | 3 ans            |
| Keean Washkurak  | 1er juin 2021   | HK Levice                  | 3 ans            |

#### Départs d'agent libre
| Joueur                | Date            | Franchise suivante                |
| --------------------- | --------------- | --------------------------------- |
| Troy Brouwer          | 9 octobre 2020  |                                   |
| Michael Vecchione     | 9 octobre 2020  | Avalanche du Colorado             |
| Andreas Borgman       | 9 octobre 2020  | Lightning de Tampa Bay            |
| Derrick Pouliot       | 9 octobre 2020  | Flyers de Philadelphie            |
| Alexander Pietrangelo | 13 octobre 2020 | Golden Knights de Vegas           |
| Jordan Nolan          | 5 décembre 2020 | Penguins de Wilkes-Barre/Scranton |
| Nick Lappin           | 21 janvier 2021 | Monsters de Cleveland             |
| Jacob de la Rose      | 1er juin 2021   | Färjestad BK                      |

#### Prolongations de contrat
| Joueur            | Date             | Durée du contrat |
| ----------------- | ---------------- | ---------------- |
| Austin Poganski   | 18 octobre 2020  | 1 an             |
| Mitch Reinke      | 18 octobre 2020  | 1 an             |
| Jake Walman       | 19 novembre 2020 | 2 ans            |
| Vince Dunn        | 31 décembre 2020 | 1 an             |
| Jordan Binnington | 12 mars 2021     | 6 ans            |
| Steven Santini    | 4 mai 2021       | 2 ans            |
| Tanner Kaspick    | 13 juin 2021     | 1 an             |

#### Retrait de la compétition
| Joueur          | Date            |
| --------------- | --------------- |
| Alexander Steen | 9 février 2021  |
| Jay Bouwmeester | 11 janvier 2021 |
| Carl Gunnarsson | 11 janvier 2021 |

### Joueurs repêchés
Les Blues possèdent le 26e choix lors du repêchage de 2020 se déroulant virtuellement. Ils sélectionnent au premier tour Jake Neighbours, ailier gauche des Oil Kings d'Edmonton de la  Ligue de hockey de l'Ouest. La liste des joueurs repêchés en 2020 par les est la suivante :
| Tour | Choix | Nom              | Poste          | Nationalité | Équipe précédente                      |
| ---- | ----- | ---------------- | -------------- | ----------- | -------------------------------------- |
| 1    | 26    | Jake Neighbours  | Ailier gauche  | Canada      | Oil Kings d'Edmonton (LHOu)            |
| 3    | 86    | Dylan Peterson   | Centre         | États-Unis  | USNTDP U18 (USHL)                      |
| 3    | 88    | Leo Loof         | Défenseur      | Suède       | Färjestad BK Jr. (J20 SuperElit)       |
| 4    | 119   | Tanner Dickinson | Centre         | États-Unis  | Greyhounds de Sault-Sainte-Marie (LHO) |
| 5    | 150   | Matthew Kessel   | Défenseur      | États-Unis  | Minutemen d'UMass (NCAA)               |
| 6    | 163   | Will Cranley     | Gardien de but | Canada      | 67 d'Ottawa (LHO)                      |
| 7    | 194   | Noah Beck        | Défenseur      | Canada      | Force de Fargo (USHL)                  |

Les Blues ont également cédé trois de leurs choix d'origine :
- le 57e, un choix de deuxième tour aux Canadiens de Montréal le 18 février 2020 en compagnie d'un choix conditionnel de quatrième tour en 2021, en retour de Marco Scandella[33].
- le 181e, un choix de sixième tour aux Oilers d'Edmonton le 1er octobre 2018 en retour de Jakub Jeřábek[34].
- le 212e, un choix de septième tour acquis par les Maple Leafs de Toronto lors d'un échange le 22 juin 2019 en retour d’un choix de septième tour en 2019[35]

## Composition de l'équipe
L'équipe 2020-2021 des Blues est entraînée au départ par Craig Berube, assisté de David aLEXANDER, Sean Ferrell, Jim Montgomery, Steve Ott et Mike Van Ryn ; le directeur général de la franchise est Douglas Armstrong.
Les joueurs utilisés depuis le début de la saison sont inscrits dans le tableau ci-dessous. Les buts des séances de tir de fusillade ne sont pas comptés dans ces statistiques. Certains des joueurs ont également joué des matchs avec l'équipe exceptionnellement associée cette saison aux Blues : les Comets d'Utica, franchise de la Ligue américaine de hockey.
En raison de la pandémie, la ligue met en place un encadrement élargis appelé Taxi-squad. Il s'agit de joueurs se tenant à disposition avec l'équipe prêt à remplacer un joueur qui serait tester positif à la COVID-19. Six parmi eux n'ont disputé aucune rencontre avec les Blues, il s'agit de Nikita Aleksandrov, de Sam Anas, de Colten Ellis, de Jonathan Gillies, de Joel Hofer et de Tyler Tucker.
| No | Nationalité | Joueur            | PJ | V  | D  | DP | Min   | BC  | BL | Moy  | %Arr | A | Pun | Commentaire |
| -- | ----------- | ----------------- | -- | -- | -- | -- | ----- | --- | -- | ---- | ---- | - | --- | ----------- |
| 35 | Finlande    | Ville Husso       | 17 | 9  | 6  | 1  | 917   | 49  | 1  | 3,21 | 89,3 | 0 | 4   |             |
| 50 | Canada      | Jordan Binnington | 42 | 18 | 14 | 8  | 2 448 | 108 | 0  | 2,65 | 91,0 | 1 | 2   |             |

| No | Nationalité | Joueur          | PJ | B | A  | Pts | Pun | Commentaire         |
| -- | ----------- | --------------- | -- | - | -- | --- | --- | ------------------- |
| 4  | Suède       | Carl Gunnarsson | 12 | 0 | 2  | 2   | 6   |                     |
| 6  | Canada      | Marco Scandella | 49 | 3 | 6  | 9   | 24  |                     |
| 29 | Canada      | Vince Dunn      | 43 | 6 | 14 | 20  | 18  |                     |
| 36 | États-Unis  | Steven Santini  | 3  | 0 | 1  | 1   | 0   |                     |
| 41 | Canada      | Robert Bortuzzo | 40 | 1 | 4  | 5   | 47  |                     |
| 46 | Canada      | Jake Walman     | 24 | 1 | 1  | 2   | 8   |                     |
| 47 | États-Unis  | Torey Krug      | 51 | 2 | 30 | 32  | 25  |                     |
| 55 | Canada      | Colton Parayko  | 32 | 2 | 10 | 12  | 14  | assistant capitaine |
| 72 | États-Unis  | Justin Faulk    | 56 | 7 | 18 | 25  | 35  |                     |
| 77 | Finlande    | Niko Mikkola    | 30 | 1 | 2  | 3   | 11  |                     |

| No | Nationalité | Joueur               | Poste | PJ | B  | A  | Pts | Pun | Commentaire           |
| -- | ----------- | -------------------- | ----- | -- | -- | -- | --- | --- | --------------------- |
| 9  | Canada      | Samuel Blais         | AG    | 36 | 8  | 7  | 15  | 12  |                       |
| 10 | Canada      | Brayden Schenn       | C     | 56 | 16 | 20 | 36  | 35  | assistant capitaine   |
| 12 | États-Unis  | Zach Sanford         | AG    | 52 | 10 | 6  | 16  | 25  |                       |
| 13 | Canada      | Kyle Clifford        | AG    | 50 | 4  | 3  | 7   | 30  |                       |
| 17 | Canada      | Jaden Schwartz       | AG    | 40 | 8  | 13 | 21  | 20  |                       |
| 18 | Canada      | Robert Thomas        | C     | 33 | 3  | 9  | 12  | 10  |                       |
| 21 | Canada      | Tyler Bozak          | C     | 31 | 5  | 12 | 17  | 10  |                       |
| 25 | Canada      | Jordan Kyrou         | C     | 55 | 14 | 21 | 35  | 12  |                       |
| 26 | Australie   | Nathan Walker        | AG    | 8  | 1  | 0  | 1   | 2   |                       |
| 28 | États-Unis  | Mackenzie MacEachern | AG    | 21 | 1  | 1  | 2   | 8   |                       |
| 37 | Russie      | Klim Kostine         | C     | 2  | 0  | 1  | 1   | 0   |                       |
| 49 | Russie      | Ivan Barbachev       | C     | 38 | 5  | 7  | 12  | 6   |                       |
| 53 | États-Unis  | Austin Poganski      | AD    | 5  | 0  | 0  | 0   | 0   |                       |
| 54 | États-Unis  | Dakota Joshua        | C     | 12 | 1  | 0  | 1   | 7   |                       |
| 57 | Canada      | David Perron         | AG    | 56 | 19 | 39 | 58  | 22  |                       |
| 61 | Suède       | Jacob de la Rose     | C     | 13 | 0  | 1  | 1   | 7   |                       |
| 68 | Canada      | Mike Hoffman         | AG    | 52 | 17 | 19 | 36  | 10  |                       |
| 70 | Suède       | Oskar Sundqvist      | C     | 28 | 4  | 5  | 9   | 14  |                       |
| 90 | Canada      | Ryan O'Reilly        | C     | 56 | 24 | 30 | 54  | 18  | capitaine de l'équipe |
| 91 | Russie      | Vladimir Tarassenko  | AD    | 24 | 4  | 10 | 14  | 0   | assistant capitaine   |

## Saison régulière

### Match après match
Cette section présente les résultats de la saison régulière qui s'est déroulée du 13 janvier au 12 mai. Le calendrier de cette dernière est annoncé par la ligue le 23 décembre 2020.
Nota : les résultats sont indiqués dans la boîte déroulante ci-dessous afin de ne pas surcharger l'affichage de la page. La colonne « Fiche » indique à chaque match le parcours de l'équipe au niveau des victoires, défaites et défaites en prolongation ou lors de la séance de tir de fusillade (dans l'ordre). La colonne « Pts » indique les points récoltés par l'équipe au cours de la saison. Une victoire rapporte deux points et une défaite en prolongation, un seul.
| No | Date       | Adversaire     | Lieu        | Score    | Buteur(s) des Hurricanes | Fiche   | Pts | Gardien de but | Patinoire          | Résumé     |
| -- | ---------- | -------------- | ----------- | -------- | --- | ------- | --- | -------------- | ------------------ | ---------- |
| 1  | 13 janvier | Avalanche      | Denver      | 4-1      | Sundqvist (Schwartz - Thomas) Kyrou (Bozak - Sanford) Clifford (Barbashev) Sundqvist (Thomas - Schwartz) | 1-0-0   | 2   | Binnington     | Ball Arena         | [ fdm 1 ]  |
| 2  | 15 janvier | Avalanche      | Denver      | 0-8      | | 1-1-0   | 2   | Binnington     | Ball Arena         | [ fdm 2 ]  |
| 3  | 18 janvier | Sharks         | Saint-Louis | 4-5      | Faulk (Barbashev - Gunnarsson) Hoffman (Parayko - Bozak) Schenn (Kyrou) Faulk (Perron - O'Reilly) Kyrou (Parayko - Krug)                                                                                            | 2-1-0   | 4   | Binnington     | Enterprise Center  | [ fdm 3 ]  |
| 4  | 20 janvier | Sharks         | Saint-Louis | 2-1 (TF) | Schenn (Kyrou - Dunn) · TF : Perron - O'Reilly - Schenn - Kyrou | 2-1-1   | 5   | Binnington     | Enterprise Center  | [ fdm 4 ]  |
| 5  | 23 janvier | Kings          | Saint-Louis | 2-4      | Krug (Perron - O'Reilly) Dunn (Thomas - Hoffman) Perron (Thomas) Schwartz (Schenn - O'Reilly) | 3-1-1   | 7   | Binnington     | Enterprise Center  | [ fdm 5 ]  |
| 6  | 24 janvier | Kings          | Saint-Louis | 6-3      | Schenn (Kyrou - Schwartz) Schenn (Parayko - Perron) O'Reilly (Kyrou) | 3-2-1   | 7   | Husso          | Enterprise Center  | [ fdm 6 ]  |
| 7  | 26 janvier | Golden Knights | Las Vegas   | 5-4 (TF) | Perron (O'Reilly) · Perron (Krug - Schwartz) · Schwartz (Schenn) · Kyrou · TF : Perron - O'Reilly - Schenn | 4-2-1   | 9   | Binnington     | T-Mobile Arena     | [ fdm 7 ]  |
| 8  | 30 janvier | Ducks          | Anaheim     | 6-1      | Kyrou (Scheen - Krug) Sanford (Perron - Parayko) Kyrou (Schenn - Schwartz) Perron (O'Reilly) Clifford (Sundqvist) Dunn (Hoffman - Kyrou)                                                                            | 5-2-1   | 11  | Binnington     | Honda Center       | [ fdm 8 ]  |
| 9  | 31 janvier | Ducks          | Anaheim     | 4-1      | Schenn (Faulk - Krug) Blais (Hoffman -Thomas) Schenn (O'Reilly - Perron) Parayko | 6-2-1   | 13  | Husso          | Honda Center       | [ fdm 9 ]  |
| 10 | 2 février  | Coyotes        | Saint-Louis | 3-4      | Hoffman (Parayko - Blais) Faulk (Blais - Dunn) Dunn (Schwartz - Kyrou) O'Reilly (Kyrou - Parayko) | 7-2-1   | 15  | Binnington     | Enterprise Center  | [ fdm 10 ] |
| 11 | 4 février  | Coyotes        | Saint-Louis | 4-3      | Hoffman (Krug - Schenn) O'Reilly (Schwartz - Perron) Hoffman (Perron - Krug) | 7-3-1   | 15  | Binnington     | Enterprise Center  | [ fdm 11 ] |
| 12 | 6 février  | Coyotes        | Saint-Louis | 3-1      | Thomas (Parayko - Krug) | 7-4-1   | 15  | Husso          | Enterprise Center  | [ fdm 12 ] |
| 13 | 8 février  | Coyotes        | Saint-Louis | 4-3 (TF) | O'Reilly (Perron - Faulk) · Perron (Barbashev - O'Reilly) · O'Reilly (MacEachern) · TF : Perron - Schenn - O'Reilly                                                                                                 | 7-4-2   | 16  | Binnington     | Enterprise Center  | [ fdm 13 ] |
| 14 | 12 février | Coyotes        | Glendale    | 4-1      | Faulk (Perron - Hoffman) Faulk (Kyrou - Gunnarsson) Barbashev (Schenn - Faulk) Schenn (O'Reilly) | 8-4-2   | 18  | Binnington     | Gila River Arena   | [ fdm 14 ] |
| 15 | 13 février | Coyotes        | Glendale    | 5-4 (P)  | Clifford (De La Rose) Sanford (Barbashev - Krug) Barbashev (O'Reilly - Perron) Kyrou (Hoffman) Hoffman (Sundqvist - Dunn)                                                                                           | 9-4-2   | 20  | Husso          | Gila River Arena   | [ fdm 15 ] |
| 16 | 15 février | Coyotes        | Glendale    | 0-1      | | 9-5-2   | 20  | Binnington     | Gila River Arena   | [ fdm 16 ] |
| 17 | 18 février | Sharks         | Saint-Louis | 2-3 (P)  | Hoffman (Sundqvist - Perron) Schenn (Hoffman - Perron) Perron (Krug - Binnigton) | 10-5-2  | 22  | Binnington     | Enterprise Center  | [ fdm 17 ] |
| 18 | 20 février | Sharks         | Saint-Louis | 5-4      | Schenn (Kyrou - Hoffman) Sanford (Krug - Schenn) O'Reilly (Hoffman - Kyrou) Kyrou (Perron - O'Reilly) | 10-6-2  | 22  | Binnington     | Enterprise Center  | [ fdm 18 ] |
| 19 | 22 février | Kings          | Saint-Louis | 3-0      | | 10-7-2  | 22  | Binnington     | Enterprise Center  | [ fdm 19 ] |
| 20 | 24 février | Kings          | Saint-Louis | 2-1      | Sundqvist (O'Reilly - Perron) | 10-8-2  | 22  | Binnington     | Enterprise Center  | [ fdm 20 ] |
| 21 | 27 février | Sharks         | San José    | 7-6      | Scandella Blais (Dunn - O'Reilly) Schenn (Perron) Sanford (Kyrou - Krug) MacEachern (Sanford - Scandella) O'Reilly (Faulk) Scandella (Sundqvist - Hoffman)                                                          | 11-8-2  | 24  | Husso          | SAP Center         | [ fdm 21 ] |
| 22 | 1er mars   | Ducks          | Anaheim     | 5-4      | Kyrou (O'Reilly - Sanford) Perron (Schenn) Sanford (Dunn - Faulk) Joshua (Clifford - Scandella) Sanford (Faulk) | 12-8-2  | 26  | Husso          | Honda Center       | [ fdm 22 ] |
| 23 | 3 mars     | Ducks          | Anaheim     | 3-2      | Sundqvist (Perron - Krug) Schenn (Krug - Sundqvist) Sanford (Kyrou - Hoffman) | 13-8-2  | 28  | Binnington     | Honda Center       | [ fdm 23 ] |
| 24 | 5 mars     | Kings          | Los Angeles | 3-2 (P)  | Perron (O'Reilly - Schenn) Perron (O'Reilly - Hoffman) Hoffman (Krug - O'Reilly) | 14-8-2  | 30  | Husso          | Staples Center     | [ fdm 24 ] |
| 25 | 6 mars     | Kings          | Los Angeles | 3-4 (P)  | Perron (Schenn - Dunn) Walker (Blais Bortuzzo) O'Reilly (Schenn - Perron) | 14-8-3  | 31  | Binnington     | Staples Center     | [ fdm 25 ] |
| 26 | 8 mars     | Sharks         | San José    | 2-3 (P)  | Mikkola (Tarasenko - O'Reilly) Schenn (Perron - O'Reilly) | 14-8-4  | 32  | Husso          | SAP Center         | [ fdm 26 ] |
| 27 | 12 mars    | Golden Knights | Saint-Louis | 5-4 (P)  | O'Reilly (Faulk - Sanford) Tarasenko (Blais - Bortuzzo) Sanford (Hoffman - Kyrou) Perron (Schenn - Tarasenko) | 14-8-5  | 33  | Binnington     | Enterprise Center  | [ fdm 27 ] |
| 28 | 13 mars    | Golden Knights | Saint-Louis | 5-1      | Blais (Tarasenko - Faulk) | 14-9-5  | 33  | Husso          | Enterprise Center  | [ fdm 28 ] |
| 29 | 17 mars    | Kings          | Los Angeles | 1-4      | Hoffman | 14-10-5 | 33  | Binnington     | Staples Center     | [ fdm 29 ] |
| 30 | 19 mars    | Sharks         | San José    | 2-1 (TF) | Bozak (Clifford) · TF : Perron - Schenn - Tarasenko | 15-10-5 | 35  | Binnington     | SAP Center         | [ fdm 30 ] |
| 31 | 20 mars    | Sharks         | San José    | 2-5      | Dunn (Kyrou - O'Reilly) Kyrou (O'Reilly - Perron) O'Reilly (Dunn - Perron) Kyrou (Krug - Perron) Perron (Schwartz - O'Reilly)                                                                                       | 16-10-5 | 37  | Husso          | SAP Center         | [ fdm 31 ] |
| 32 | 22 mars    | Golden Knights | Las Vegas   | 1-5      | Dunn (Tarasenko - Schwartz) | 16-11-5 | 37  | Binnington     | T-Mobile Arena     | [ fdm 32 ] |
| 33 | 25 mars    | Wild           | Saint Paul  | 0-2      | | 16-12-5 | 37  | Binnington     | Xcel Energy Center | [ fdm 33 ] |
| 34 | 26 mars    | Ducks          | Saint-Louis | 4-1      | O'Reilly (Scandella - Krug) | 16-13-5 | 37  | Binnington     | Enterprise Center  | [ fdm 34 ] |
| 35 | 28 mars    | Ducks          | Saint-Louis | 3-2 (P)  | O'Reilly (Tarasenko) Tarasenko (Krug - Perron) | 16-13-6 | 38  | Binnington     | Enterprise Center  | [ fdm 35 ] |
| 36 | 2 avril    | Avalanche      | Denver      | 2-3      | Hoffman (Schenn- Perron) Perron (Tarasenko - Krug) | 16-14-6 | 38  | Binnington     | Ball Arena         | [ fdm 36 ] |
| 37 | 3 avril    | Avalanche      | Denver      | 1-2      | O'Reilly (Schenn - Perron) | 16-15-6 | 38  | Husso          | Ball Arena         | [ fdm 37 ] |
| 38 | 5 avril    | Golden Knights | Saint-Louis | 6-1      | Bozak (Sanford) | 16-16-6 | 38  | Husso          | Enterprise Center  | [ fdm 38 ] |
| 39 | 7 avril    | Golden Knights | Saint-Louis | 1-3      | Tarasenko (Dunn - Schwartz) Blais (Perron - Krug) Walman (Kyrou - Barbashev) | 17-16-6 | 40  | Binnington     | Enterprise Center  | [ fdm 39 ] |
| 40 | 9 avril    | Wild           | Saint-Louis | 1-9      | Sanford (Thomas - Bozak) Schwartz (Tarasenko - Dunn) Schwartz (Schenn - Krug) Blais (Faulk - Perron) O'Reilly (Blais - Faulk) O'Reilly Faulk (Thomas - Bozak) O'Reilly (Walman - Blais) Barbashev (Krug - O'Reilly) | 18-16-6 | 42  | Binnington     | Enterprise Center  | [ fdm 40 ] |
| 41 | 10 avril   | Wild           | Saint-Louis | 2-3 (P)  | Hoffman (Dunn - Bozak) Hoffman (Dunn - Perron) O'Reilly (Schenn - Dunn) | 19-16-6 | 44  | Husso          | Enterprise Center  | [ fdm 41 ] |
| 42 | 14 avril   | Avalanche      | Saint-Louis | 4-3      | Dunn (Bozak - Hoffman) Hoffman (Kyrou - Krug) Hoffman (Perron - Tarasenko) | 19-17-6 | 44  | Binnington     | Enterprise Center  | [ fdm 42 ] |
| 43 | 17 avril   | Coyotes        | Glendale    | 2-3      | Blais (Perron - Parayko) Bozak (Hoffman - Dunn) | 19-18-6 | 44  | Binnington     | Gila River Arena   | [ fdm 43 ] |
| 44 | 22 avril   | Avalanche      | Saint-Louis | 4-2      | Schwartz (Bozak - Dunn) Schwartz (Bozak - Tarasenko) | 19-19-6 | 44  | Binnington     | Enterprise Center  | [ fdm 44 ] |
| 45 | 24 avril   | Avalanche      | Saint-Louis | 3-5      | O'Reilly (Schenn) O'Reilly (Schenn - Parayko) Barbashev (Krug - Blais) Hoffman (Krug - O'Reilly) O'Reilly (Bozak)                                                                                                   | 20-19-6 | 46  | Binnington     | Enterprise Center  | [ fdm 45 ] |
| 46 | 26 avril   | Avalanche      | Saint-Louis | 1-4      | Tarasenko (Krug - Hoffman) Schenn (O'Reilly - Perron) Perron (Faulk - O'Reilly) Thomas (Perron - Scandella) | 21-19-6 | 48  | Binnington     | Enterprise Center  | [ fdm 46 ] |
| 47 | 28 avril   | Wild           | Saint Paul  | 4-3      | Hoffman (Tarasenko - Perron) Hoffman (Perron - Krug) Kyrou (Thomas) Thomas (Hoffman - Kyrou) | 22-19-6 | 50  | Binnington     | Xcel Energy Center | [ fdm 47 ] |
| 48 | 29 avril   | Wild           | Saint Paul  | 5-4 (P)  | Blais (Krug - Schwartz) Bozak Scandella (Kyrou) O'Reilly (Perron - Krug) O'Reilly (Kyrou) | 23-19-6 | 52  | Husso          | Xcel Energy Center | [ fdm 48 ] |
| 49 | 1er mai    | Wild           | Saint Paul  | 3-4 (P)  | Kyrou Blais (Bozak - Bortuzzo) Perron (Mikkola - O'Reilly) | 23-19-7 | 53  | Binnington     | Xcel Energy Center | [ fdm 49 ] |
| 50 | 3 mai      | Ducks          | Saint-Louis | 1-3      | Schenn (Schwartz - Faulk) Bortuzzo (Kyrou - Thomas) O'Reilly (Perron - Faulk) | 24-19-7 | 55  | Binnington     | Enterprise Center  | [ fdm 50 ] |
| 51 | 5 mai      | Ducks          | Saint-Louis | 3-2 (TF) | Hoffman (O'Reilly - Faulk) · Clifford (Barbashev) · TF : Perron - Schenn - O'Reilly | 24-19-8 | 56  | Binnington     | Enterprise Center  | [ fdm 51 ] |
| 52 | 7 mai      | Golden Knights | Las Vegas   | 3-4 (P)  | O'Reilly (Bozak - Faulk) Perron (Sanford - Scandella) Schwartz (Bozak - Schenn) | 24-19-9 | 57  | Binnington     | T-Mobile Arena     | [ fdm 52 ] |
| 53 | 8 mai      | Golden Knights | Las Vegas   | 1-4      | Parayko | 24-20-9 | 57  | Husso          | T-Mobile Arena     | [ fdm 53 ] |
| 54 | 10 mai     | Kings          | Los Angeles | 2-1 (P)  | Bozak (Schwartz - Faulk) Faulk (Perron - O'Reilly) | 25-20-9 | 59  | Binnington     | Staples Center     | [ fdm 54 ] |
| 55 | 12 mai     | Wild           | Saint-Louis | 0-4      | Barbashev (Perron - Parayko) Schwartz (Kyrou - Schenn) Krug (O'Reilly - Perron) Perron (Krug - Faulk) | 26-20-9 | 61  | Husso          | Enterprise Center  | [ fdm 55 ] |
| 56 | 13 mai     | Wild           | Saint-Louis | 3-7      | Sanford (Clifford - Mikkola) Schenn (O'Reilly - Hoffman) Perron (Barbashev - Faulk) Schenn (Perron - Hoffman) Perron (Hoffman - Krug) Kyrou (Kostin - Scandella) Kyrou (Bortuzzo - Santini)                         | 27-20-9 | 63  | Binnington     | Enterprise Center  | [ fdm 56 ] |

### Classement de l'équipe
L'équipe des Blues finit à la quatrième place de la division Ouest Honda et se qualifient pour les Séries éliminatoires, L'Avalanche est sacré champion de la division. Au niveau de la Ligue nationale de hockey, cela les place à la quinzième place, les premiers étant l'Avalanche du Colorado avec huitante-deux points.
| Clt   | Équipe                  | PJ | V  | D  | DP | BP  | BC  | Pts |
| ----- | ----------------------- | -- | -- | -- | -- | --- | --- | --- |
| +001, | Avalanche du Colorado   | 56 | 39 | 13 | 4  | 197 | 133 | 82  |
| +002, | Golden Knights de Vegas | 56 | 40 | 14 | 2  | 191 | 124 | 82  |
| +003, | Wild du Minnesota       | 56 | 35 | 16 | 5  | 181 | 160 | 75  |
| +004, | Blues de Saint-Louis    | 56 | 27 | 20 | 9  | 169 | 170 | 63  |
| +005, | Coyotes de l'Arizona    | 56 | 24 | 26 | 6  | 153 | 176 | 54  |
| +006, | Kings de Los Angeles    | 56 | 21 | 28 | 7  | 143 | 170 | 49  |
| +007, | Sharks de San José      | 56 | 21 | 28 | 7  | 151 | 199 | 49  |
| +008, | Ducks d'Anaheim         | 56 | 17 | 30 | 9  | 126 | 179 | 43  |

- En gras : champion de la saison régulière
- En italique : qualifié pour les séries éliminatoires

Avec cent-soixante-neuf buts inscrits, les Blues possèdent la treizième attaque de la ligue, les meilleures étant l'Avalanche du Colorado avec cent-nonante-sept buts et les moins performants étant les Ducks d'Anaheim avec cent-vingt-six buts. Au niveau défensif, les Blues accordent cent-septante buts, soit une vingtième place pour la ligue, les Golden Knights de Vegas est l'équipe qui a concédé le moins de buts (cent-vingt-quatre) alors qu'au contraire, les Flyers de Philadelphie en accordent deux-cent-un buts.

### Meneurs de la saison
Ryan O’Reilly est le joueur des Blues qui a inscrit le plus de buts (vingt-quatre), le classant à la 16e position au niveau de la ligue. Ce classement est remporté par Auston Matthews des Maple Leafs de Toronto avec quarante et une réalisations. 
Le joueur comptabilisant le plus d'aides chez les Blues est Perron avec trente-neufs, ce qui le classe au 13e rang au niveau de la ligue. le meilleur étant Connor McDavid des Oilers d'Edmonton avec septante et une passes comptabilisées.
David Perron, obtenant un total de cinquante-huit points est le joueur des Blues le mieux placé au classement par point, terminant à la 13e place au niveau de la ligue. Connor McDavid en comptabilise cent-quatre pour remporter ce classement.
Au niveau des défenseurs, Torey Krug est le défenseur le plus prolifique de la saison avec un total de trente-deux points, terminant à la 19e place au niveau de la ligue. Tyson Barrie des Oilers d'Edmonton est le défenseur comptabilisant le plus de points avec un total de quarante-huit.
Concernant les Gardien, Jordan Binnington accorde cent-huit buts en deux-mille-quatre-cent-quarante-sept minutes, pour un pourcentage d’arrêt de nonante et un, Ville Husso accorde quarante-neuf buts en neuf-cent-dix-sept minutes, pour un pourcentage d'arrêt de huitante-neuf, trois.Jack Campbell est le gardien ayant accordé le moins de buts (quarante-trois) et Connor Hellebuyck le plus (cent-douze), Hellebuyck est également le gardien disputant le plus de minutes de jeu (deux-mille-six-cent-deux), Alexander Nedeljkovic est le gardien présentant le meilleur taux d’arrêts avec (nonante-trois, deux) et Carter Hart le pire (huitante-sept, sept.
À propos des recrues, Niko Mikkola comptabilise trois points, finissant à la 81e place au niveau de la ligue. Kirill Kaprizov du Wild du Minnesota est la recrue la plus prolifique avec un total de cinquante et un point.
Enfin, au niveau des pénalités, les Blues ont totalisé quatre-cent-cinquante-six minutes de pénalité dont quarante-sept minutes pour Robert Bortuzzo, ils sont la quatorzième équipe la plus pénalisée de la saison. Le joueur le plus pénalisé de la ligue est Tom Wilson des Capitals de Washington avec nonante-six minutes et l'équipe la plus pénalisée est le Lightning de Tampa Bay.

## Séries éliminatoires

### Déroulement des séries

#### Premier tour contre l’Avalanche
L'Avalanche du Colorado, qui termine meilleure équipe de la saison régulière avec 82 points et remporte le Trophée des présidents, est confrontée aux Blues de Saint-Louis, quatrième équipe de la division Ouest. Il s'agit de la deuxième confrontation entre ces deux équipes en séries éliminatoires après celle de 2001 quand l'Avalanche avait remporté sa deuxième Coupe Stanley. Dans les rangs des Blues, David Perron est le meilleur passeur et pointeur de l'équipe alors que Ryan O'Reilly en est le meilleur buteur et les gardiens des Blues, Jordan Binnington et Ville Husso, terminent respectivement la saison avec une moyenne de 2,65 et 3,21 buts alloués et 91 % et 89,3 % d'arrêts.
Le premier match de la série est joué à Colorado et se sont les locaux qui ouvrent le score sur un but de Cale Makar en supériorité numérique après 15 minutes de jeu. Les Blues, qui jouent sans leur meilleur pointeur en saison régulière, David Perron, absent en raison du protocole Covid-19, reviennent au score à la 37e minutes grâce à Jordan Kyrou qui marque le premier but de sa carrière en séries éliminatoires. La deuxième période se termine sur une égalité 1-1 alors que l'Avalanche a dominé en dirigeant 32 tirs vers le portier adverse contre 16 pour les Blues. Au tout début du 3e tiers-temps, MacKinnon redonne l'avantage à Colorado puis Gabriel Landeskog marque un 3e but 8 minutes plus tard. À la 60e minute, alors que Binnington a quitté la glace pour donner à son équipe un attaquant supplémentaire, MacKinnon marque un dernier but dans le filet désert sur une passe de Landeskog qui réalise le coup du chapeau à la Gordie Howe après s'être battu en milieu de 1er tiers-temps contre Brayden Schenn. Lors du deuxième match, l'Avalanche marque dès la première minute par Joonas Donskoi puis ajoute deux nouveaux buts par MacKinnon et encore Donskoi pour mener 3-0 après 24 minutes de jeu avant que les Blues réduisent la marque par Samuel Blais. En troisième période, à dix minutes de la fin de la rencontre, Nazem Kadri écope d'une pénalité majeure après avoir mis en échec Justin Faulk au niveau de sa tête. Il est expulsé du match ce qui lui vaut ensuite une suspension de huit matchs par le département de la sécurité de la LNH. Les Blues profitent de cet avantage numérique pour reprendre espoir et revenir au score par Brayden Schenn. MacKinnon redonne deux buts d'avance à l'Avalanche à 5 minutes du terme mais Saint-Louis réplique 15 secondes plus tard pour revenir à un but d'écart. En fin de match, les Blues sortent leur gardien pour tenter de revenir au score mais Colorado en profite par Brandon Saad puis par MacKinnon, qui marque son premier coup du chapeau en séries éliminatoires, pour assurer la victoire et mener 2 matchs à 0.
Les deux rencontres suivantes sont jouées à Saint-Louis devant 9 000 spectateurs. Malgré l'apport du public, les Blues s'inclinent lourdement 5-1 lors du troisième match de la série. Après une première période sans but, Ryan Graves ouvre la marque pour l'Avalanche en sortant du banc de pénalités en début de deuxième tiers-temps. Alex Newhook double l'avance de son équipe en inscrivant le premier but de sa carrière dans la LNH puis Tyson Jost donne trois buts d'avance au Colorado avant que Tyler Bozak ne réduise la marque en infériorité numérique pour les Blues. La troisième période voit l'Avalanche marquer deux nouveaux buts par Saad puis par J.T. Compher et est à une victoire de la qualification pour le deuxième tour. La quatrième rencontre commence également avec une première période sans but et les Blues sont les premiers à marquer grâce à Vladimir Tarassenko après 24 minutes de jeu. Mais l'Avalanche reprend les devants, d'abord par Saad en avantage numérique, puis par Landeskog et Rantanen pour mener 3-1 après 40 minutes de jeu. Tarassenko marque son deuxième but du match pour redonner espoir à son équipe qui, bien qu'en infériorité numérique, tente de revenir au score et sort son gardien en fin de match. L'Avalanche en profite pour marquer à deux reprises et remporter la rencontre 5-2 pour être la première équipe qualifiée pour le tour suivant. Cette série voit l'Avalanche dominer les Blues 20 buts contre 7 et n'être menée qu'un peu plus de sept minutes sur l'ensemble de la série. Les Blues sont éliminés pour la première fois en quatre matchs secs depuis 2012 alors que l'Avalanche n'avait pas réussi à le faire depuis 2001.
| 17 mai | Colorado | 4-1 (1-0, 0-1, 3-0) | Saint-Louis | Ball Arena 7 741 spectateurs |

| Feuille de match | Feuille de match | Feuille de match    | Feuille de match                         | Feuille de match                                                         |
| ---------------- | --- | ------------------- | ---------------------------------------- | ------------------------------------------------------------------------ |
|                  | Makar (Rantanen) — 15 min 15 s (SN) MacKinnon (Rantanen, Landeskog) — 40 min 30 s Landeskog (MacKinnon, Girard) — 48 min 30 s MacKinnon (Landeskog) — 59 min 20 s (CV) | 1-0 1-1 2-1 3-1 4-1 | Kyrou (Barbachiov, Thomas) — 36 min 31 s | Arbitrage : Francis Charron, Jon McIsaac Bryan Pancich, Shandor Alphonso |
| Grubauer         | Gardiens | Binnington          |                                          | Arbitrage : Francis Charron, Jon McIsaac Bryan Pancich, Shandor Alphonso |
| 9 min            | Pénalités | 11 min              |                                          | Arbitrage : Francis Charron, Jon McIsaac Bryan Pancich, Shandor Alphonso |
| 50               | Tirs | 23                  |                                          | Arbitrage : Francis Charron, Jon McIsaac Bryan Pancich, Shandor Alphonso |

| 19 mai | Colorado | 6-3 (2-0, 1-1, 3-2) | Saint-Louis | Ball Arena 7 739 spectateurs |

| Feuille de match | Feuille de match | Feuille de match                    | Feuille de match | Feuille de match                                                         |
| ---------------- | --- | ----------------------------------- | --- | ------------------------------------------------------------------------ |
|                  | Donskoi (Graves, Kadri) — 35 s MacKinnon (Makar, Donskoi) — 18 min 5 s (SN) Donskoi (MacKinnon, Rantanen) — 23 min 14 s (SN) MacKinnon (Toews, Landeskog) — 55 min 25 s Saad (Jost, Toews) — 57 min 51 s (CV) MacKinnon (Rantanen, Landeskog) — 59 min 48 s (CV) | 1-0 2-0 3-0 3-1 3-2 4-2 4-3 5-3 6-3 | Blais (Clifford, Krug) — 36 min 17 s Schenn (Mikkola, Krug) — 50 min 7 s (SN) Hoffman (Mikkola, Thomas) — 55 min 40 s | Arbitrage : Jon McIsaac, Francis Charron Shandor Alphonso, Bryan Pancich |
| Grubauer         | Gardiens | Binnington                          | | Arbitrage : Jon McIsaac, Francis Charron Shandor Alphonso, Bryan Pancich |
| 10 min           | Pénalités | 4 min                               | | Arbitrage : Jon McIsaac, Francis Charron Shandor Alphonso, Bryan Pancich |
| 35               | Tirs | 35                                  | | Arbitrage : Jon McIsaac, Francis Charron Shandor Alphonso, Bryan Pancich |

| 21 mai | Saint-Louis | 1-5 (0-0, 1-3, 0-2) | Colorado | Enterprise Center 9 000 spectateurs |

| Feuille de match | Feuille de match                             | Feuille de match        | Feuille de match | Feuille de match                                            |
| ---------------- | -------------------------------------------- | ----------------------- | --- | ----------------------------------------------------------- |
|                  | Bozak (O'Reilly, Parayko) — 36 min 17 s (IN) | 0-1 0-2 0-3 1-3 1-4 1-5 | Graves — 21 min 57 s Newhook (Graves, Nitchouchkine) — 32 min 37 s Jost (Rantanen, Landeskog) — 36 min 8 s Saad (Burakovsky, Söderberg) — 53 min 42 s Compher (Graves, Bellemare) — 59 min 6 s (CV) | Arbitrage : Chris Lee, Jean Hebert Devin Berg, Vaughan Rody |
| Binnington       | Gardiens                                     | Grubauer                | | Arbitrage : Chris Lee, Jean Hebert Devin Berg, Vaughan Rody |
| 10 min           | Pénalités                                    | 8 min                   | | Arbitrage : Chris Lee, Jean Hebert Devin Berg, Vaughan Rody |
| 32               | Tirs                                         | 26                      | | Arbitrage : Chris Lee, Jean Hebert Devin Berg, Vaughan Rody |

| 23 mai | Saint-Louis | 2-5 (0-0, 1-2, 1-3) | Colorado | Enterprise Center 9 000 spectateurs |

| Feuille de match | Feuille de match                                                                     | Feuille de match            | Feuille de match | Feuille de match                                                      |
| ---------------- | ------------------------------------------------------------------------------------ | --------------------------- | --- | --------------------------------------------------------------------- |
|                  | Tarassenko (O'Reilly) — 24 min 25 s Tarassenko (Thomas, O'Reilly) — 48 min 39 s (SN) | 1-0 1-1 1-2 1-3 2-3 2-4 2-5 | Saad (Makar, Grubauer) — 31 min 37 s (SN) Landeskog (Girard, Rantanen) — 34 min 53 s Rantanen (MacKinnon, Landeskog) — 44 min 20 s MacKinnon — 59 min 4 s (SN + CV) Nitchouchkine — 59 min 54 s (SN + CV) | Arbitrage : Frederick L'Ecuyer, Wes McCauley Devin Berg, Vaughan Rody |
| Binnington       | Gardiens                                                                             | Grubauer                    | | Arbitrage : Frederick L'Ecuyer, Wes McCauley Devin Berg, Vaughan Rody |
| 8 min            | Pénalités                                                                            | 6 min                       | | Arbitrage : Frederick L'Ecuyer, Wes McCauley Devin Berg, Vaughan Rody |
| 20               | Tirs                                                                                 | 34                          | | Arbitrage : Frederick L'Ecuyer, Wes McCauley Devin Berg, Vaughan Rody |

- Cet article est partiellement ou en totalité issu de l'article intitulé « Séries éliminatoires de la Coupe Stanley 2021 » (voir la liste des auteurs).

### Statistiques des joueurs
| No | Nationalité | Joueur            | PJ | V | D | Min | BC | BL | Moy  | %Arr | A | Pun |
| -- | ----------- | ----------------- | -- | - | - | --- | -- | -- | ---- | ---- | - | --- |
| 50 | Canada      | Jordan Binnington | 4  | 0 | 4 | 234 | 14 | 0  | 3,59 | 89,9 | 0 | 0   |

| No | Nationalité | Joueur          | PJ | B | A | Pts | Pun |
| -- | ----------- | --------------- | -- | - | - | --- | --- |
| 6  | Canada      | Marco Scandella | 4  | 0 | 0 | 0   | 0   |
| 36 | États-Unis  | Steven Santini  | 2  | 0 | 0 | 0   | 0   |
| 39 | États-Unis  | Mitch Reinke    | 1  | 0 | 0 | 0   | 0   |
| 41 | Canada      | Robert Bortuzzo | 2  | 0 | 0 | 0   | 0   |
| 46 | Canada      | Jake Walman     | 1  | 0 | 0 | 0   | 0   |
| 47 | États-Unis  | Torey Krug      | 4  | 0 | 2 | 2   | 2   |
| 55 | Canada      | Colton Parayko  | 4  | 0 | 1 | 1   | 0   |
| 72 | États-Unis  | Justin Faulk    | 2  | 0 | 0 | 0   | 2   |
| 77 | Finlande    | Niko Mikkola    | 4  | 0 | 1 | 1   | 2   |

| No | Nationalité | Joueur              | Poste | PJ | B | A | Pts | Pun |
| -- | ----------- | ------------------- | ----- | -- | - | - | --- | --- |
| 9  | Canada      | Samuel Blais        | AG    | 4  | 1 | 0 | 1   | 4   |
| 10 | Canada      | Brayden Schenn      | C     | 4  | 1 | 0 | 1   | 9   |
| 12 | États-Unis  | Zach Sanford        | AG    | 4  | 0 | 0 | 0   | 0   |
| 13 | Canada      | Kyle Clifford       | AG    | 4  | 0 | 1 | 1   | 0   |
| 17 | Canada      | Jaden Schwartz      | AG    | 4  | 0 | 0 | 0   | 0   |
| 18 | Canada      | Robert Thomas       | C     | 4  | 0 | 3 | 3   | 2   |
| 21 | Canada      | Tyler Bozak         | C     | 4  | 1 | 1 | 2   | 0   |
| 25 | Canada      | Jordan Kyrou        | C     | 4  | 1 | 0 | 1   | 0   |
| 49 | Russie      | Ivan Barbachev      | C     | 4  | 0 | 1 | 1   | 4   |
| 68 | Canada      | Mike Hoffman        | AG    | 4  | 1 | 0 | 1   | 4   |
| 90 | Canada      | Ryan O'Reilly       | C     | 4  | 0 | 3 | 3   | 2   |
| 91 | Russie      | Vladimir Tarassenko | AD    | 4  | 2 | 0 | 2   | 0   |